# 電荷泵

圖一：电荷泵倍壓器的電路

有二極體的迪克森電荷泵

有MOSFET的迪克森電荷泵

電荷泵（charge pump）是一種直流-直流轉換器，利用電容器為儲能元件，多半用來產生比輸入電壓大的輸出電壓，或是產生負的輸出電壓。電荷泵電路的電效率很高，約為90-95%，而電路也相當的簡單。

## 敘述
電荷泵利用一些開關元件來控制連接到電容器的電壓。例如，可以配合二階段的循環，用較低的輸入電壓產生較高的脈衝電壓輸出。在循環的第一階段，電容器連接到電源端，因此充電到和電源相同的電壓，在第一階段會調整電路組態，使電容和電源電壓串聯。若不考慮漏電流的效應，也假設沒有負載，其輸出電壓會是輸入電壓的兩倍（原始的電源電壓加上電容器兩端的電壓）。較高輸出電壓的脈衝特性可以用輸出的濾波電容器來濾波。
以圖一為例，电荷泵的電容CP先由電源充電，之後電容CP和輸出電容CO串聯充電，因此CO最後會充到電源的二倍。可能需要幾個週期才能將CO充飽，但若到達穩態，CP只需要提供很少的電荷，相當於CO提供給負載需要的電荷。當CO切離電容CP時，CO會對負壓放電，因此輸出電壓會有漣波，若時脈較快，充電時間較短，漣波也會變小，也比較容易濾除。而且對應相同的鏈波規格，可以選用較小的電容器。
會有其他的電路來控制開關的定期切換，一般切換頻率會是數十kHz到數MHz，切換頻率高可以減少所需的電容器，讓較短時間內需要儲存的電荷也比較小。電荷泵中用的電容器一般會稱為飞跨电容（flying capacitor）。
另一種思考的方式是將電荷泵視為是多倍壓器及直流-交流轉換器（開關）的組合。
電荷泵的輸出電壓會和負載有關，若負載越大，其平均電壓也會越低。
電荷泵依控制方式及電路架構的不同，可以進行倍壓、三倍壓、電壓反相、電壓乘以一分數（例如×3/2, ×4/3, ×2/3等），也可以在不同模式中快速切換，產生任意大小的電壓。

## 在鎖相環中的電荷泵
「電荷泵」一詞也有用在鎖相環（PLL）電路中，不過作用不同。鎖相環中的電荷泵只是雙極性的切換式電流源，因此可以輸出正負交換的電流脈衝給鎖相環的濾波電路，但其電壓只能在電源和地點之間，無法產生超過電源或低於地點的電壓。

## 應用
- 電荷泵常見的應用是RS-232信號轉換IC，可以從單一的5V或3V電源供應器產生正負電壓（多半是+10V及-10V）。
- 電荷泵也可以用在LCD或是白光LED的驅動電路，從單一電源（例如電池）產生高偏壓的電壓。
- 電荷泵廣泛應用在NMOS的記憶體及微處理器中，用來產生連接到IC基層（Substrate）的負電壓VBB（約-3V）。這可以確保N+至基層的結點（junction）都有3V甚至更高的逆向偏壓，可以降低結點電容，並且提昇電路的速度[1]。
- 以往在任天堂系統中，一些和任天堂相容，但沒有經由任天堂授權的遊戲卡匣，會用電荷泵產生電壓突波來錯亂任天堂系統鎖定晶片（英语：CIC (Nintendo)）[2]。
- 到2007年為止，幾乎所有的EEPROM及快閃記憶體（flash memory）都已整合了電荷泵電路。這類的晶片在記憶單元寫入新的值前，需要用高電壓的脈衝先清除該區塊已有的資料。早期的EEPROM及快閃記憶體需要二種電源：用來讀取資料的+5V以及用來清除資料的+12V。截至2007年，市面上可購得的EEPROM及快閃記憶體都只需要一組電源，多半是1.8V或3.3V。而清除記憶區塊需要的高電壓則由晶片中的電荷泵自行產生。
- 在由n通道的功率MOSFET或絕緣柵雙極晶體管（IGBT）組成的H桥電路中，電荷泵也用在H桥high side功率元件的柵極驅動器上。當H桥其中一隻中心點為低電壓時，會經由二極體向電容器充電，之後充電的電荷會來讓high side的柵極比電源電壓高一些，好讓功率元件導通。假設H桥正常切換的情形下，上述的作法可以正常工作，免去了另一個獨立的電源供應器，讓開關可以使用效率更好的n通道元件。這種電路（需要週期切換high side功率元件）也稱為bootstrap電路（英语：bootstrap circuit），有時也和電荷泵電路會有些差異。